# Bernhard Wöstheinrich

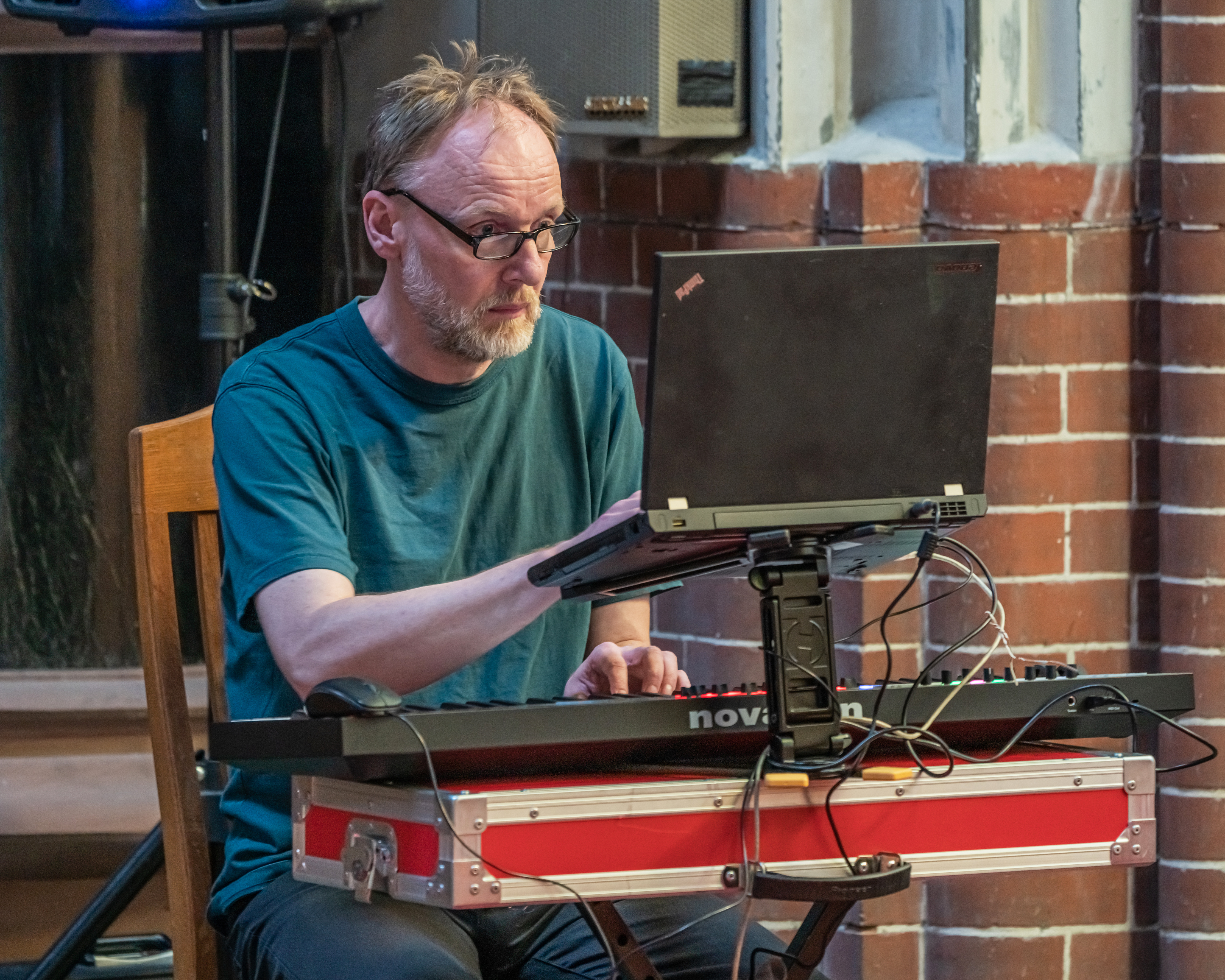
2024

Bernhard Wöstheinrich (* 28. Juni 1968 in Herzebrock, Kreis Gütersloh) ist ein deutscher Maler und Multimedia-Künstler, außerdem Komponist und Musiker. Als solcher beschäftigt er sich mit elektronischer und elektro-akustischer Musik. Wöstheinrich gilt als Erneuerer der Berliner Schule mit Mitteln der Minimal Music und, seit der Veröffentlichung seines Soloalbums „Elsewhere“ (2018), auch Mitteln der Neoklassik.
Von 2011 an war er Mitorganisator der „Gütersloher Polyphonie“, eines Forums für experimentelle, improvisierte und informelle Musik. Seit 2017 kuratiert er die unregelmäßig stattfindende Reihe „Kreuzberger Polyphonie“, die er mit inzwischen mit Rainer Frey aka Yref in der Berliner Kultur- und Schankwirtschaft „BAIZ“ in der Schönhauser Allee 26a fortführt. Einen Einblick in sein künstlerisches Schaffen bietet eine Werkschau im Bandcamp-Portal, in der viele bei Livekonzerten entstandene Produktionen verfügbar gehalten werden.

## Ausbildung und berufliche Tätigkeiten
Nach seiner Ausbildung zum Tischler und dem Erreichen der Fachhochschulreife studierte er im Bereich visuelle Kommunikation in Bielefeld und schloss dort mit seiner Diplomarbeit zum Thema „Visualisierung von Klang und Musik“ erfolgreich ab. Der Diplom-Designer ist heute Geschäftsführer der Reuter und Wöstheinrich GbR Medienproduktion mit Sitz in Berlin.

## Komponist und Musiker
Erste Erfahrungen als Musiker sammelte er von 1992 an mit der Gruppe Subsonic Experience im Raum Bielefeld, spielte u. a. als Vorgruppe von Embryo und auf verschiedenen Festivals. Nachhaltige Erfolge stellten sich ab 1996 ein, nachdem er zusammen mit Reuter die Gruppe Centrozoon gründete und bislang 39 Alben (Stand Ende 2018) veröffentlichte. Aus dieser Verbindung stammt auch das Pseudonym The Redundant Rocker, unter dem er seine Solo- und Projekt-Alben produzierte. Wöstheinrich war auf nationalen und internationalen Festivals zu Gast, wie dem „Awakenings Festival“ für Elektronische Musik in Burton on Trent, Großbritannien, oder dem „Equinoxygen Festival“, Hackensack, USA; beteiligte sich auch am „Urban Solar Audio Plant“, Berlin (2014), der „Diagonale“ – Festival für Neue Musik, Bielefeld (2014), oder verschiedenen Y2K-Live-Looping-Festivals (2013, 2016, 2018). Ein besonderes Merkmal seiner musikalischen Karriere sind die zahlreichen Kooperationen mit Künstlern im internationalen Raum wie Ian Boddy, Klaus Hoffmann-Hoock, Conrad Schnitzler, Tim Motzer, David Rothenberg, Willem Schulz und Erik Wøllo.

## Maler und Multimediakünstler
Seinen Weg als Maler und Multimedia-Künstler zeichnen viele Ausstellungen und Performances aus, u. a. auf dem Visual Arts Day in Helsinki, der Ars Electronica in Linz und im Klangmuseum Kassel (KLAK). Wöstheinrich war beteiligt an „Klangbild“ im E-Werk Freiburg (2013) mit Bernd Thiele, führte elektroakustische Performances mit und in einem historischen Gasometer auf (2006, 2012) und war Artist in Residence in Bromölla (2016) und in Ljusne (2015), Schweden. „Der Moment der Bewegung“, eine Kooperation mit dem Experimentalfilmer Telemach Wiesinger, entstand 2008, eine weitere, „Landed“, bereits 2005.